# Parafia Najświętszej Maryi Panny Matki Kościoła w Markach

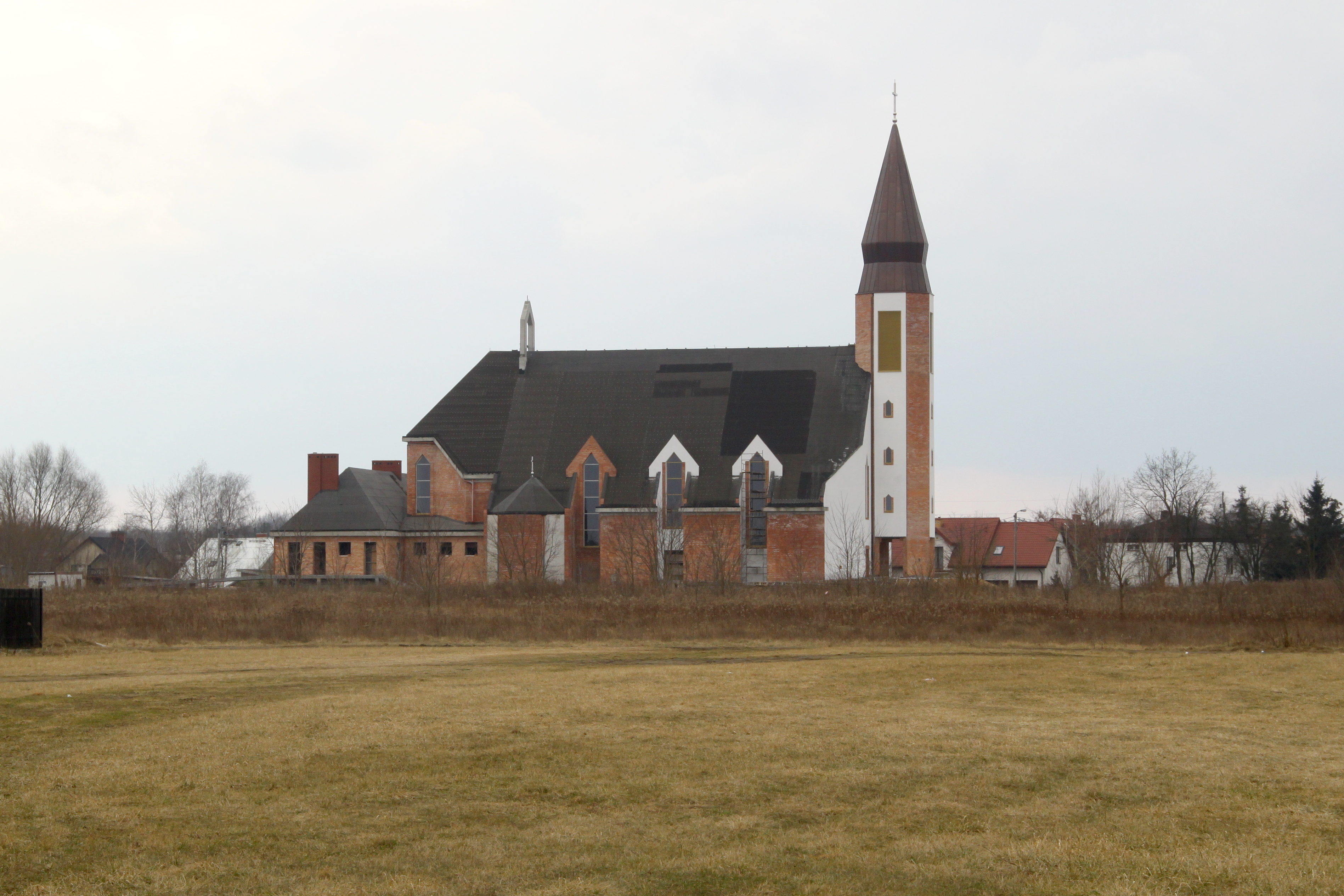
Nowy kościół w budowie, marzec 2018

Parafia pw. Najświętszej Maryi Panny Matki Kościoła w Markach – parafia rzymskokatolicka należąca do dekanatu zielonkowskiego, diecezji warszawsko-praskiej, metropolii warszawskiej Kościoła katolickiego. 
Parafia została erygowana w 2004. Jest obsługiwana przez księży diecezjalnych. Obejmuje wschodnią część dzielnicy Marek – Centrum (Marki). Nabożeństwa sprawowane są w tymczasowej kaplicy. Kościół parafialny w budowie od 2008. Mieści się przy ulicy Ząbkowskiej.